# Паланечко благотворително братство
Паланечкото (Кривопаланечкото) благотворително братство „Осогово“ е патриотична и благотворителна обществена организация на македонски българи от района на Крива Паланка, съществувала в българската столица София в периода между двете световни войни.

## История
Основано е на 6 август 1903 година, а първият му устав е приет и утвърден на 18 септември 1904 година. Преработен е през 1926 година, а през 1934 година братството е регистрирано като юридическо лице пред СГС на 27 март 1934 година. Изработено е дружествено знаме – червено на цвят, от едната му страна е изобразен Осоговския манастир, а под него е извезан надпис „Осогово“.
На Учредителния събор на македонските бежански братства от ноември 1918 година делегати от братството са свещеник Константин Попапостолов и Димитър Цонев. На обединителния конгрес на СМЕО и МФРО от януари 1923 година делегати от Паланечкото братство са Борис Антов, Константин Попапостолов, Яким Лазаров и Яким Цветанов.
На общо събрание на братството от 13 април 1924 година избира настоятелство в състав Георги Апостолов (председател), Александър Йосифов (подпредседател), Кирил Цонев (секретар), Кузман Спасов (касиер) и членове Димитър Х. Илиев, Георги Поп К. Апостолов, Трайко Христов и Георги Попниколов.
През 1925 година дружеството издава спомените на Михаил Македонски.
На 21 март 1926 година на общо събрание на братството е избрано настоятелство в състав Димитър Атанасов (председател), Георги Попниколов (подпредседател), Йордан Кацаров (секретар), Асен М. Спасов (касиер) и съветници Славе Алексиев, Петко Иванов и Максим Стоянов. Йордан Кацаров си подава оставката като секретар и е заместен от Димитър Стойчев.
На 17 април 1927 година братството провежда извънредно заседание, на което се произнасят, че са против предаването на българските църковни имоти в Македония на Гърция и Сърбия. През 1936 година в ръководството му влизат Александър Йосифов, Славе Алексиев Яначков, Емануил Якимов Цветанов, Петко Стойчев Траянов, Георги Николов Минев, Стефан Стойков Стоянов и Савко Иванов Стойчев. По-късно в настоятелството са избрани Александър Йосифов (председател), Емануил Цветанов (подпредседател), Димитър Иванов Вичев (секретар), Петко Стойчев Траянов (касиер), а Трайче Христов Стойков, Стоимен Якимов Лазаров и Кирил Каранфилов Стаменков са съветници. В контролната комисия влизат Венцислав Попдимитров Давидов (председател), Стефан Йосифов Бояджиев и Георги Тасев Якимов са членове.
Към братството съществува и Женска културно-просветна и благотворителна дружба при Паланечкото братство „Осогово“. В управителното ѝ тяло влизат Донка Александрова Йосифова (председател), Благородна Владим. Попова (подпредседател), Димитрица Бешкова Стойчева (касиер), Еленка Христова Алексиева (съветник), Софка Стоименова Цеперъкова (съветник) и Митка Теодосова Тодорова (съветник). В контролната комисия са Еленка Грозданова Попова (председател) и съветнички Катерина Стефанова Йосифова и Яна Петкова Иванова.
Към 1941 година председател на братството е Александър Йосифов.